# Шаховской, Михаил Львович
Князь Михаил Львович Шаховской (1846—1912) — харьковский земский деятель, публицист, председатель совета «Русского собрания».

## Биография
Сын князя Льва Львовича Шаховского.
Воспитывался в Петровском Полтавском кадетском корпусе, откуда выбыл в 1865 году. Служил в 9-м гусарском Киевском полку, однако из-за слабого зрения вскоре вышел в отставку.
Оставив военную службу, посвятил себя земской и общественной деятельности. Избирался гласным Волчанского уездного и Харьковского губернского земских собраний, а также почетным мировым судьей. Затем, по приглашению киевского генерал-губернатора А. Р. Дрентельна, был мировым посредником 2-го участка Звенигородского уезда, но вскоре вернулся в харьковское земство, где преимущественно занимался статистикой. Между прочим, черниговское губернское земство поручило ему заведование оценочно-статистическим бюро для выработки оснований оценки недвижимых имуществ губернии. Здесь князь Шаховской выработал программу и план оценочных работ и организовал бюро. В течение 15 лет был постоянным корреспондентом «Нового времени» в Харькове, также публиковался в журналах «Исторический вестник» и «Мирный труд».
В конце 1905 года переехал в Санкт-Петербург, где в феврале 1906 года участвовал в 1-м Всероссийском съезде русских людей, представляя Харьковский отдел Союза русского народа. В октябре 1906 года был сопредседателем 3-го Всероссийского съезда русских людей в Киеве. В 1906—1909 годах был председателем совета Русского собрания, председателем правления Союза русской правой печати, председателем попечительного совета гимназии Русского собрания и редактором «Вестника Русского собрания». Под руководством князя Шаховского Русское собрание из общественно-литературного кружка превратилось в политическую партию. В эти же годы была открыта гимназия и построен дом Русского собрания. Кроме того, состоял членом редакционной комиссии «Книги русской скорби» и почетным членом Союза русских женщин.
В мае 1909 года из-за расстроившегося здоровья уехал в Харьков, а затем на лечение в Крым. Скончался в 1912 году.

## Сочинения
- Харьковская губерния в сельскохозяйственном отношении в 1891 году. — Харьков, 1891.
- Начальная народная школа в Харьковской губернии. — Харьков, 1892.
- Харьковская губерния в сельскохозяйственном отношении в 1892 году. — Харьков, 1892.
- Харьковская губерния в сельскохозяйственном отношении в 1893 году. — Харьков, 1893.
- Мелкая земская единица: доклад, прочитанный в Харьковском отделе «Русского собрания» 27 февраля 1904 г. — Харьков, 1904.
- Гапон и гапоновщина. — Харьков, 1906.
- Оригинальный случай // Исторический вестник. — 1900, Т. LXXX.
- Из воспоминаний мирового посредника начала восьмидесятых годов // Исторический вестник. — 1905, Т. CII.
- Крестьянские волнения в Харьковской губернии в 1902 году // Исторический вестник. — 1906, Т. CIII.
- Дела давно минувших дней // Исторический вестник. — 1906, Т. CIV.
- Волнения крестьян: историческая справка. — Санкт-Петербург, 1907.
- Смутное время в Харькове: материалы для истории русской революции. — Харьков, 1907.